# Antônio Eliseu Zuqueto
Mons. Antônio Eliseu Zuqueto, O.F.M.Cap. (29. dubna 1928, Resplendor – 23. srpna 2016) byl brazilský římskokatolický duchovní, biskup a člen řádu Kapucínů.

## Stručný životopis
Narodil se 29. dubna 1928 v Resplendoru, Antôniu Zuquetovi a Virgínii Mesturové.
Navštěvoval základní školu Santa Teresa v Piracicabě SP. Filosofická a teologická studia získal v Itambacuri MG (1950 - 1955), a v Riu de Janeiro na Instituto Pastoral Vocacional. Poté vstoupil do Řádu menších bratří kapucínů.
Kněžské svěcení přijal 19. března 1955 v Santa Teresa.
Působil jako vicerektor a rektor semináře minor v Santa Teresa ES, superior a vikář Conceição do Mato Dentro, první rádce Custódia do Rio de Janeiro, vikář farnosti Svatého Šebestiána v Rio de Janeiru aj.
Dne 14. března 1980 ho papež Jan Pavel II. jmenoval pomocným biskupem diecéze Teófilo Otoni a titulárním biskupem telackým. Biskupské svěcení přijal 8. června stejného roku, z rukou arcibiskupa Carmina Rocca a spolusvětiteli byli Quirino Adolfo Schmitz, O.F.M. a José Goncalves Heleno.
Funcki pomocného biskupa vykonával do 18. dubna 1983 kdy byl ustanoven diecézním biskupem Teixeira de Freitas–Caravelas. Na tento úřad emeritoval 15. června 2005 z důvodu překročení kanonického věku.